# Super Monkey Ball Jr.
Super Monkey Ball Jr. — компьютерная игра в жанре головоломки для консоли Game Boy Advance. Одна из немногих игр для этой платформы, в которой используется трёхмерная графика. Игра не была выпущена в Японии.

## Геймплей
Игроку надо управлять обезьяной, которая находится в шаре. Нужно пройти лабиринт и найти выход.

## Персонажи
Как и в других играх серии Super Monkey Ball, в игре присутствуют Айай, Гонгон, Мими и Малыш. За них можно играть также и в мультиплеере.

## Отзывы
| Сводный рейтинг | Сводный рейтинг |
| Агрегатор       | Оценка          |
| --------------- | --------------- |
| GameRankings    | 78,99 %         |
| Metacritic      | 82              |

Игра получила в основном положительные отзывы от критиков. GamePro в своём обзоре восхищались, как разработчики перенесли музыку из игр для Nintendo GameCube на портативную консоль Game Boy Advance. Они также высоко оценили графику, трёхмерные уровни и персонажей.
Сайт IGN также высоко оценил игру, и назвал в обзоре лучшей игрой для Game Boy Advance. В 2007 году этот же сайт поставил Super Monkey Ball Jr. на 25-е место среди лучших игр для Game Boy Advance.
Самую низкую оценку поставил сайт GameSpy, заявив, что играть в Super Monkey Ball Jr. игроки будут несколько минут.